# Mont Collon
Pour les articles homonymes, voir Collon.
Le mont Collon est un sommet des Alpes valaisannes en Suisse.

## Géographie
Le mont Collon est situé au sud d'Arolla et s'élève à 3 636 mètres d'altitude. Il est entouré à l'ouest par le glacier du même nom et à l'est par le Haut Glacier d'Arolla, tous deux formant le glacier d'Arolla. Au sud-ouest du mont Collon se trouve le Petit mont Collon, à 3 555 mètres d'altitude, et au sud, sur la même arête, la Mitre de l'Évêque (3 653 mètres) et l'Évêque (3 716 mètres).

Le mont Collon en 1904.

## Alpinisme
- 1867 - Versant sud-est et arête sud par Hans Baumann et Johann Kronig avec G.E. Foster, le 31 juillet.
- 1876 - Arête ouest par Hans et Peter Knubel avec A. Cust et Frederick Gardiner, le 3 août.
- 1890 - Première voie en face nord par Jean et Antoine Maître avec John Hopkinson, le 13 août.
- 1895 - Arête nord-nord-est par Joseph Quinodoz avec William W. Naismith, le 15 août.
- 1921 - Arête ouest-nord-ouest par Joseph Georges (de Martin) et Joseph Georges (le skieur) avec Myrtil Schwartz, le 23 juillet.
- 1923 - Face nord, arête médiane, par Martin Pralong père et fils, avec Miss Lily Gracey, le 20 juillet.
- 1969 - Face nord, arête de gauche, variante de l’itinéraire Hopkinson, première hivernale, par Candide Pralong et Louis Favre, le 1er février.
- 1970 - Face nord, montée par la voie Pralong-Favre et première descente par l’arête médiane, par Candide Pralong et Louis Favre, avec Didier Demeter et Maurice Roux-Mayoud, le 27 juillet. La calotte sommitale présentait à l’époque une tranche de glace verticale de 140 m, descendue en quatre rappels.

## Accès
- Arolla  (2 000 m).
- Cabane des Vignettes (3 152 m).
- Refuge des Bouquetins (3 000 m).